# Relvado
Relvado é um município brasileiro do estado do Rio Grande do Sul. Possui 1.796 habitantes e 108,188 km², com 16,6 hab/km². Localiza-se na região intermediária de Santa Cruz do Sul-Lajeado e na região imediata de Encantado.

## História
A história do município inicia em 1898, quando foram loteadas as primeiras terras, próximas ao Arroio Jacaré. Lá, os loteadores construíram uma capela em louvor a Santo Antônio e, devido a isso, a localidade passou a se chamar Santo Antônio do Jacaré.
No ano seguinte, chegaram mais famílias até a cidade, em sua maioria de descendência italiana. Chegaram lá as famílias Bonassoni, Famisini, Cagliari, Benini, Bergamaschi, Pavan, entre outras. Nesse início, a vida era duríssima, pois só existia comércio em Encantado e Lajeado, que ficavam a mais de 50 quilômetros da população. Porém, o desenvolvimento continuou, e em 1930 a localidade já possuia energia elétrica e mais de 150 habitantes.
A capela de Santo Antônio foi então promovida a paróquia, e o primeiro padre chegou em 1934. Já em 1935, este povoado virou um distrito, nomeado Santo Antônio de Gramado. Este nome é devido a existência de uma grande mancha de grama na praça central do distrito.
Já em 1938, o distrito foi renomeado novamente para Relvado, nome que persiste até hoje, e o motivo é o mesmo. Com o crescimento da localidade, surgiu o interesse por mais desenvolvimento, e em 1988 o município emancipou-se de Encantado.

## Geografia
O território atual do município é de 108,188 km², sendo 1,07 km² urbanizado, com 1.796 habitantes segundo o censo de 2022. Situa-se a 180 km da capital Porto Alegre. Os principais acessos são pela RS-433, que liga o município a RS-332 e então a Encantado, e via estrada direta para Coqueiro Baixo.
Situa-se na região intermediária de Santa Cruz do Sul-Lajeado e na região imediata de Encantado. Localizada na latitude 29º06'39" sul e na longitude 52º04'19" oeste, Relvado está a uma altitude de 297 metros.

## Educação
O município possui uma taxa de escolarização dos 6 aos 14 anos de 98,2%, com 139 matrículas no ensino fundamental, em dois estabelecimentos de ensino, com 18 docentes. No ensino médio, conta com 56 matrículas e 8 docentes em um estabelecimento de ensino.